# Аарон Стоун
«Аарон Стоун» (англ. Aaron Stone) — канадсько-американський науково-фантастичний бойовик-пригодницький телесеріал, створений Брюсом Калішем. Починаючи з 13 лютого 2009 року демонструвався на каналі Disney XD. Це була перша оригінальна серія, яка вийшла в ефір. Створений спільно з канадською компанією Shaftesbury Films, знімався в канадському Торонто, провінція Онтаріо.
Серіал розповідав про підлітка на ім'я Чарлі Ландерс (Келлі Блац), який стає аналогом свого всесвітньо відомого аватара Аарона Стоуна з вигаданої відеогри Hero Rising. У серіалі також знялися Таня Гунаді, Девід Ламберт та Жан-Поль Ману. На відміну від більшості проектів Діснея, які демонструвалися в прямому ефірі, Аарон Стоун вирізнявся темнішим тоном зі складною сюжетною лінією.
Зйомки першого сезону тривали з 2 червня по 19 грудня 2008 року. Перший сезон виходив в ефір на телеканалі Disney XD з 13 лютого по 27 листопада 2009 року. 5 травня 2009 року Дісней оголосив, що серіал буде продовжено на другий сезон. Келлі Блац підтвердила через акаунт у Твіттер, що виробництво другого сезону розпочалося 22 червня 2009 року.
11 листопада 2009 року в прямому ефірі чату Ustream з Дж. П. Ману, Танією Гунаді та Брюсом Калішем оголосили, що Аарон Стоун не буде продовжено на третій сезон, а другий сезон буде останнім. Наведеною причиною такого рішення було те, що Disney XD вирішив зробити більший акцент на реалістичному екшені, в першу чергу на комедії. Це оголошення було зроблено до першого сезону, який завершився в США. Загалом було виготовлено 14 серій для прем’єри другого сезону 24 лютого 2010 року. Останні 8 серій, які залишились, розпочали демонструвати 16 червня, а завершили — 30 липня 2010 року. Станом на 2015 рік Disney XD припинив повторний показ «Аарона Стоуна» в США.
У 2015 році в оригінальному фільмі каналу Діснея «Спадкоємці» Карлоса, якого зіграла Камерон Бойс грав «Героя, що піднімається» як персонаж «Аарона Стоуна».

## У ролях та головні герої

### Головні герої
- Келлі Блац: у ролі Чарлі Лендерс / Аарон Стоун: Головний герой-підліток, який бере на себе роль свого аватара для відеоігор, щоб захистити свою сім'ю та світ. Його аватар Повсталий герой, та секретна особистість у реальному житті називається «Аарон Стоун». На початку першого сезону йому 16 років, а в середині 1 — 17 років. Найкращий серед Повсталих Героїв. Його зброя в Повсталих героях та в реальному альтер-его, як  і в Аарона Стоуна, Рукавиця, і, як зазначив S.T.A.N., Рукавиця має силу десяти сонць, що робить її найпотужнішою зброєю в Повсталих Героях. У нього також є велосипед від S.S.J. (Super Sonic Jet). У попередніх епізодах він закохався в Емму, перш ніж дізнався, що вона працювала на містера Голла.
- Таня Гунаді: у ролі Емми Дау / Чорна Тамара: Зухвалий комп'ютерний розумний карапуз, який проживає поряд з сусідом Чарлі. Вона знає подвійну особистість Чарлі та працює на містера Холла. Вона дуже добре володіє тактикою хакерства та невидимості. Вона створила більшу частину зброї Чарлі та є спеціалістом зі зброї 2-го ступеня. Вона, як і Чарлі, має альтер-его: її аватарка Темна Тамара. Також виявляється, що її перший поцілунок був з Джейсоном, в епізоді «Гра почалася», щоб приховати таємницю S.T.A.N. будучи андроїдом, коли його рука відпала.
- Девід Ламберт: у ролі Джейсона Лендерса / Маг Термінуса: 14-річний (більша частина першого сезону): 15-річний (кінцівка першого сезону) молодший брат Чарлі, який, як і старший брат, фанат інтернет-ігор. Йому серйозно бракує ігрових навичок. Аватар Термінуса — Терміна Маг, гігантський золотий робот, який є союзником його брата. Закоханий в Емму, але вона не розділяє його почуттів. У «Біжи Аарон, Біжи», натякається, що він може почати подобатися Меган. Джейсон навіть не підозрює, що його брат Чарлі є секретним реальним героєм боротьби зі злочинністю: Аароном Стоуном, до фіналу серіалу, коли він дізнався про альтер-его Чарлі. В останній серії серіалу він дуже допоміг своєму братові, знайшовши слабкість Пошкодженого і допоміг Аарону перемогти його, і, мабуть, після цього стає постійним членом команди Аарона. Один із перших, хто побачив обличчя Т. Абнера Голла. Його перший поцілунок був з Еммою, в епізоді «Грп розпочалася».
- Жан-Поль Ману у ролі С.Т.А.Н.: Андроїд-помічник Чарлі. Його ім’я є абревіатурою «Тактична допомога новій-людині» (англ. Sentient Tactical Assisting Neo-human). Станом керують Три закони робототехніки: він не повинен заподіювати шкоду людям або допускати заподіяння шкоди людям, і він повинен виконувати накази. Він не може завдати шкоди супротивникам, які є частиною людської раси, наприклад, мутантам і кіборгам. Завдяки трьом законам, Стен майже не приносить користі у бою. Незважаючи на це, він дуже потужний боєць, але може протистояти лише нелюдським супротивникам, такими як роботи Хантера та Ксеро. Режим блокування Стана активується щоразу, коли його ланцюги фальсифікуються, перетворюючи його на подорожній вантаж. У «Resident Weevil» стає відомо, що він записував пригоди Чарлі та додавав свій прогрес у «окуляри». Під прикриттям Стен викладає у школі Чарлі та Джейсона. В серії «Дощ мутанта, частина 2» Стен може обійти закони Азімова, хоча й знає, що це знищить його, щоб врятувати життя Аарону. Він підриває Грюджа, коли той збирається добити Аарона, дозволяючи Аарону звільнити Грюджа від контролю Еліаса Пауерса, але змусивши Стена самознищитись, внаслідок чого недоторканою залишається лише його голова. Вас і Рам можуть реактивувати його голову, після чого він допомагає відстежити Аарона, а Джейсон використовує його, щоб перемогти Пауерса, вдаривши того головою Стнна (невідомо їм, У пізніше звільняє і замінює Пауерса). Після закінчення пригоди Голл відновлює його, роблячи новим та вдосконаленим. Тоді як Стен все ще виглядає незмінно, Голл каже, що тепер він може зробити набагато більше.

### Другорядні герої та епізодичні ролі
- Мартін Роуч у ролі Т. Абнера Холла: Президент HALL Industries та виробник гри «Повстання героїв». Наставник Чарлі і творець Стена. Це була його ідея допомогти світові, створивши аналітичний центр, що призвело до створення інтелектуальної сироватки, яка перетворила Омега Непокори в лиходіїв, схильних до знищення. На захист Голла він сказав їм не брати сироватку, оскільки вона ще не закінчила тестування. Він відмовився від прохання групи взяти його флакон із сироваткою, і замість цього вирішив використати всі ресурси Hall Industries, щоб допомогти знищити Омега-непокору та нівелювати шкоду, заподіяну сироваткою. Містера голла завжди показують із прихованим обличчям у тіні. Він робить це навмисно, оскільки кожен, хто бачить його обличчя, стане ціллю Омега-непокори. Містер. Іноді обличчя Голла можна розмити, але ніколи не побачити його повністю, навіть у спалахах. Холл виявляє своє обличчя в епізоді «Мутант дощу (Частина 2)» команді Аарона, оскільки вони заслужили його повну довіру.
- Васант Саранга у ролі Васа Мехта / Вазувій: Брат Рамдаса. Він з індійської Колкати. Вас — швидший і традиційніший із двох братів. Він та його брат приєднуються до команди Аарона, а в фіналі серіалу опиняється серед тих, кому Голл нарешті відкрив своє обличчя.
- Джессі Рат у ролі Рамдаса «Барана» Мехта / Смертоносний Лотос: Брат Васа. Як і брат, народився в індійському місті Колката. Рам часто носить механічний шолом і трохи крутіший за свого брата. Він та його брат приєднуються до команди Аарона, а в фіналі серіалу опиняється серед тих, кому Голл нарешті відкрив своє обличчя.
- Роб Румзі в ролі Персі Будніка: Великий хуліган, який закоханий в Емму і завжди бажає обійти Джейсона. Джейсон часто провокує Будніка. Персі також є членом команди під час боротьби в Істлендських горах.
- Шона Макдональд у ролі Аманди Лендерс (1-ий сезон): Мати Чарлі та Джейсона та нова співробітниця HALL Industries.
- Даг Мюррей у ролі Данієла Лендерса (2-ий сезон): батько Чарлі та Джейсона.
- Італія Річчі у ролі Чейз Рейвенвуд (1-й сезон): Однокласниця та об'єкт закоханості Чарлі. Вона таємно одержима коміксами і знаходить зв’язок із Чарлі, коли дізнаються, що вони обоє насолоджуються серією коміксів «Загублений боєць». Чейз переїхав до Каліфорнії в «Лихоманці суботнього бою» на велике розчарування Чарлі.
- Даніель ДеСанто у ролі Гаррісона Маршалла (1 сезон): житель Істленд Гай, Гаррісон часто дошкуляє Чарлі, Еммі та Джейсону. В серії «Трекер і поле» йому показано запис про стрибок у довжину.
- Меган Рат у ролі Татьяни Кейн Голл (1 сезон): дочка містера Голла, яка працює на «Омега непокору». Допомогла Аарону відбити Кроніса, щоб врятувати Васа й Раму, а згодом стала його партнеркою на шкільному танцю, в якому вони зв'язалися. Показано, що Аарон не відмовився від неї, і все ще бачить у ній добро, повністю довіряючи їй у «Суботній бойовій лихоманці».Невідомо, чи вона перейшла на добру сторону, але відомо, що її тримають у тісному контакті з батьком.
- Френк Кокс-О'Коннелл у ролі Адольфа (2 сезон): Працює касиром у магазині коміксів Neverendings. Одного разу Євген спіймав Джейсона, який видає себе за аватара Чарлі, Аарона Стоуна, коли Термінус Мег (котрий Чарлі використовував для помсти) застрелив Аарона Стоуна.
- Зої Белкін у ролі Меган (2 сезон): Дівчина, яка закохана в Джейсона.
- Меган Хефферн у ролі Джо (2 сезон): менеджер Neverending Comics.

## Лиходії
- Малкольм Тревіс у ролі Еліаса Пауерса: Колишній дослідник Hall Industries та справжній творець відеогри «Повстання Героїв». Геній програмування, розробив гру неперевершеною. Показано, що він насолоджується іграми, особливо інтелектуальними. Сімка сироватку, яка генетично змінює ДНК, що дозволяє суб'єкту збільшити свої інтелектуальні можливості удесятеро. Нетерплячі та охочі перевірити її, вчені випробували сироватку на собі. Однак препарат мав недоліки, і замість того, щоб зробити їх розумнішими, він спотворив їх розум і зробив агресивнішими. Вони почали вірити в те, що людство не варто покращувати, тому вони зрадили Голла, і тепер хочуть завоювати світ та зробити все по-своєму, керуючи ним. Вочевидь, у 2 сезоні їх усіх, за винятком доктора Некроса,, який потрапив у полон, перемагає Пошкоджений, біглий мутант із дослідницької лабораторії, яка називається Сектор 21.
- Ентоні Джей Міфсуд у ролі Доктора Некроса: Хімік, який спеціалізується на створенні небезпечних сироваток та токсинів. Його ім'я походить від грецького терміна, який перекладається «смерть». Невідомо, що сталося з доктором Некросом після його захоплення Пошкодженим.
- Стівен Яффі в ролі Ксеро: молодий керівник корпорації, який досвідчений у роботі з комп’ютерами, але не здатний до адекватних соціальних відносин. Ксеро — власник Xero Industries. Він відомий тим, що бореться за допомогою машин та технологій, а не тим, щоб викликати Аарона на віч-на-віч. Через свою соціальну незграбність часто говорить мовою тексту (напр. LOL, Stone!). Він, здається, наймолодший учасник Омега непокори. Його ім'я, ймовірно, є посиланням на двійковий код, нуль є однією з двійкових цифр.
- Ххемі Агай у ролі Гелікса: генетик, який спеціалізується на генетичних мутаціях, змішуючи тваринні та людські види. У нього виражений албанський акцент, а ім'я походить від структури ДНК, яка є подвійною спіраллю.
- Том Маккамус у ролі Зефіра: Метеоролог, колись зосереджувався на використанні свого генія для створення пристроїв, які допоможуть змінити світ. Після переходу на бік зла нього зосереджується руйнівна зброя, яка використовує погоду як частину руйнування (наприклад, Лазер блискавки). Відомо, що він наймає команду ніндзя (очолювану головою ніндзя «Кван»), щоб допомогти здійснити його справи. Його ім’я походить від грецького бога Західного Вітру Зефіра.
- Сарен Бойлан у ролі Церебелли: невропатолог, який спеціалізується на контролі розуму. Її назва походить від області мозку, мозочка, який відповідає за сенсорне сприйняття, координацію та моторний контроль.
- Майкл Коупмен у ролі Генерала Кросса: Генерал, який спеціалізується на озброєнні та на всьому, що пов'язане з військом. У нього великий шрам на обличчі, він, як відомо, носить армійські взуття та бере. Прізвисько Хрест, мабуть, є посиланням на латинське, crux, що в переносному значенні означає тортури. Його підтвердили як знищеного в «Контролі збитків».
- Кент Стейнс у ролі Кроніс: Вчений, який спеціалізується на подорожах у часі. Його ім’я стосується Кроноса, грецького титана часу.

### Сектор 21
Втікачі із Сектору 21 — це група людей, яких захопив Омега непокори й експериментував, перетворюючи їх на мутантів з дивовижною силою. Вони є головними антагоністами 2 сезону. Піддослідних тримали в секретній лабораторії під назвою Сектор 21. Вони хочуть помститися всім людям за жорстокі дії, вчинені з ними руками Омега непокори. Аарон захопив їх по одному. До завершення 2 сезону всі мутанти потрапляють у полон, окрім Бена Сліверса, який короткочасно співпрацював з Еліасом Пауерсом, а згодом знайшов прощення.
- Ґреґ Брик у ролі Проклятого: Мутант, який заперечує факт експериментів Омега непокори із сектору 21. Він рятується і веде своїх колег-мутантів проти непокори за їх жорстокість і стає антагоністом Чарлі / Аарону Стоуну. Він носить пошарпану маску гобліна, щоб закрити зневірене обличчя, має телекінетичну силу, але не може рухати те, що не бачить. Відповідає за передбачуване знищення Омега непокори та захоплення доктора Некроса. У фіналі серіалу його захоплюють Аарон і Джейсон.
- Скотт Яфе у ролі Бена Сілверса: Сміливий мутант, який був учасником експерименту за участю щурів. Легко зменшується і може деформувати себе, щоб пробігтися через невеликі простори. Чарлі допитав його про зв'язок батька з Омега-непокорою. Він також дуже боїться Пошкодженого, оскільки він кричав за С.Т.А.Н. і згадав про нього. Епізодично з'являється в серії «Мутант дощу (Частина 1)», допомагаючи Аарону захопити Кайдани, але виявляється, що він працює на Еліаса Пауерса.
- Меттью Г. Тейлор у ролі Кайданів: Російський мутант, на якому проводили силові експерименти з боку «Непокори». Вживляючи в своє тіло м’язи тварин, це перетворює його на некерованого монстра з дивовижною силою, а також використовує манжети та ланцюжки на зап’ястях, які зроблені з небиткого титану і спочатку використовувались для утримання його під контролем, як зброю. Кайдани схоплені Аароном у серії «Мутант дощу (частина 1)».
- Джордан Прентінс у ролі Містера Галапагоса: Маленький мутант, який здатний контролювати електрику. Тіло Галапагоса виробляє сиру електромагнітну енергію, яку він може використовувати для різних цілей, зазвичай для електричних вибухів. Щоб нейтралізувати свої сили, повинен залишатися у спеціалізованому відділі стримування. Перебуваючи поза блоком, він безконтрольно проектує електроенергію, руйнуючи все, з чим стикається. Йому вдалося придбати прототип іоностійкого костюма, що дозволило йому залишити свій блок стримування та використовувати свої сили лише тоді, коли костюм буде знято. На відміну від інших мутантів у Секторі 21, він не йде за Пошкодженими, і замість того, щоб знищити планету, він прагне керувати нею. Він спробував використати свої сили, щоб утвердитися як володар Землі, але Аарон зупинив лиходія та пошкодив його костюм, ще раз замкнувши Галапагоса в своєму блоці стримування. Потім він погодився приєднатися до Пошкоджених в обмін на помсту Аарону Стоуну. В «Іскрах» розповідається, що Галапагос раніше був вченим, який працював над акумуляторною батареєю, але був викрадений Омега-непокорою і перетворений на мутанта. Пошкоджений зрадив його в «Іскрах», таким чином Галапагос поклявся помститися Пошкодженому.
- Бриттані Грей у ролі Вулика: Мутант (і єдина описана жінка), яка контролює комах. Вона стала результатом експерименту Гелікса, який зробив її з ДНК комах. Вона також володіє здібностями різних комах, такими як неймовірна здатність стрибати, кислотні сплюнки та здатність запускати нігті як колючі жала. Її тіло наповнене потужною отрутою, яка може перетворити людей на таких комах, як вона, яким Вулик потім може керувати за допомогою ультразвукового сигналу. На попередніх етапах її жертви поводяться як безвольні зомбі. Вона — другий мутант, якого захопив Аарон. Її схопили в «Постійному довгоносику».
- Маркус Бобесич у ролі Блискавки: Злочинець-мутант, який закріпив на роті блискавку, щоб вона не закривалася, щоб контролювати свою владу. На ньому Генерал Крос експериментував, щоб стати прототипом солдата, який міг створити власне силове поле. Він був прокачаний через рот повними іонами плазми, що дозволяє йому створити силове поле плазми навколо свого тіла, а також робить непроникним для будь-яких пошкоджень, але експеримент також сильно викривив його розум. Коли рот закритий, він також може проектувати іони зі свого тіла у вигляді плазмової теплової хвилі. Єдиною його слабкістю є те, що коли рот відкритий, іони плазми в його тілі виходять і роблять його безсилим. Ще одна слабкість полягає в тому, що після того, як він випускає три теплові хвилі, його щит відключається і йому потрібно десять секунд для перезарядки, що робить його тимчасово вразливим до фізичних атак, але лазерний вогонь просто робить його щит значно швидшим. Перший мутант, якого захопив Аарон. Спійманий у серії «Мій власний супергерой».
- Пол Амос у ролі Ю: Знівечений австралійський мутант, який має силу змінювати форму. Все, що йому потрібно зробити, це заглянути в чиєсь обличчя, і його молекули можуть відтворити образ, голос та одяг людини. Його тіло також може імітувати неживі предмети (наприклад, коли його руки імітують клеймо для заліза; після того, як його постріляли лазером, він міг імітувати тепло лазера). Про його минуле відомо не так багато, він заявив, що мав життя до того, як Діфенс експериментував над ним, він був олімпійським спортсменом, що підтверджується, коли він здатний рівномірно боротися з Аароном. Він видав себе за Аарона та викрав Т. Абнера Голла, але Аарону вдалося його врятувати. Ю — третій мутант, якого захопив Аарон. потрапляє в полон у серії «Зграя-людина». Наприкінці серіалу втікє та допомагає Пошкодженому та Еліасу Пауерсу у їхніх планах. Ю захоплений наприкінці серіалу, але маскується під Еліаса Пауерса, тоді як справжнього Еліаса Пауерса захоплюють в полон у серії «Палати Урії».

## Дизайни Емма
| # | Список 1                      | Список 2         | Список 3                                        | Список 4         |
| - | ----------------------------- | ---------------- | ----------------------------------------------- | ---------------- |
| 1 | Сонік Пульсатор 3000          | Детонація        | Локатор                                         | Пристрій зв'язку |
| 2 | Лазерні зброї                 | Скелелазіння     | Чорні сонцезахисні окуляри Laser Ray            | Бластер          |
| 3 | Датчик паркування відеокамери | Транк бластер    | Електровиснажувач                               | Джет пак         |
| 4 | Бездомний суперклей           | Бродячий Антидот | Найефективніший щоденник зброї та гаджетів Емми |                  |

## Епізоди
| Сезон | Сезон | Епізоди | Дебют в ефірі (американські дати) | Дебют в ефірі (американські дати) |
| Сезон | Сезон | Епізоди | Прем'єра сезону                   | Фінал сезону                      |
| ----- | ----- | ------- | --------------------------------- | --------------------------------- |
|       | 1     | 21      | 13 лютого 2009                    | 27 листопада 2009                 |
|       | 2     | 14      | 24 лютого 2010                    | 30 липня 2010                     |

## Відгуки
Серіал отримав позитивні відгуки критиків. На даний час шоу має рейтинг 7,1 / 10 на IMDb.com та 3/5 на Common Sense Media. Він має рейтинг 7,2 / 10 на TV.com.